# Commodus
Lucius Aurelius Commodus (31. srpna 161 Lanuvium – 31. prosince 192 Řím) byl římský císař panující v letech 177–192, nejprve jako spoluvládce svého otce Marka Aurelia, po 17. březnu 180 jako samovládce. Třebaže moc získal díky svému původu a ne díky adopci, bývá řazen k tzv. adoptivním císařům. Před svou císařskou proklamací užíval od 12. října 166 titulu caesar a od 7. července 175 i titulu předák mládeže (princeps iuventutis), udělovaného císařským princům. Stal se po Titovi druhým císařem, který nastoupil na trůn po svém vlastním otci, a byl prvním císařem, který se narodil vládnoucímu panovníkovi.

## Dětství a mládí
Commodus a jeho bratr-dvojče Antoninus přišli na svět jako desáté a jedenácté dítě císaře Marka Aurelia a jeho ženy Faustiny mladší. Vyrůstali v paláci na Palatinu, kde se sbíhaly všechny nitky moci z rozlehlého impéria římského. Ve věku pěti let byl Commodus s o rok mladším bratrem Anniem Verem prohlášen za caesara (Antoninus mezitím zemřel) a po Verově smrti (169) se z něj stal jediný žijící mužský potomek císaře. Marcus Aurelius mu zajistil nejlepší učitele své doby, takže princ nabyl slušné znalosti v řečtině i rétorice.
Dne 19. května 175 odjel Commodus do římsko-germánského pohraničí, aby navštívil místa markomanských válek, a po zprávě o vzpouře Avidia Cassia se odebral spolu s otcem do Sýrie a Egypta. Odtud se vrátil koncem roku 176 do Říma, kde oslavil – opět spolu s otcem – triumf. Svůj vzestup k nejvyššímu postavení v říši završil imperátorskou aklamací v roce 176, řádným konzulátem od 1. ledna 177 a provoláním za císaře v polovině téhož roku. Současně ho Marcus Aurelius oženil s Bruttií Crispinou, dcerou konzula Gaia Bruttia Praesenta.

## Vláda
Dne 3. srpna 178 se Commodus a Marcus Aurelius opět vypravili do boje s Germány, které pak trvaly až do Markovy smrti 17. března 180. Commodus, jenž se stal v osmnácti letech samovládcem, zařídil vše potřebné kolem otcova pohřbu, uzavřel s Germány mír a v srpnu odcestoval zpátky do Říma, kde oslavil triumf. Ze strany dějepisců je rychlé ukončení války často kritizováno, nakolik se však odchylovalo od Markových plánů, je nejasné.
V širokých vrstvách římského lidu byl Commodus zprvu populární, a to nejen kvůli vzpomínkám na Markovu vládu. Oceňovala se na něm velkorysost a přísné naplňování zásady chléb a hry (panem et circenses). U senátu naopak vyvolaly zvýšené požadavky císařského fisku, vynucené sanováním dluhů z dob markomanských válek, určitou nevoli, k níž se přidala i nespokojenost nad protežováním některých osob, zejména z řad vedení pretoriánské gardy.

### Spiknutí z roku 182
Pro celkové směřování Commodovy politiky mělo zásadní význam nezdařené spiknutí na podzim roku 182, do něhož byla zapletena císařova sestra Lucilla, někdejší manželka Lucia Vera. I když byly pohnutky zúčastněných osobní, atentátník napadl Commoda se slovy: „To ti posílá senát“, což panovníka popudilo proti aristokracii. Následným represím padlo za oběť mnoho osob, mezi nimi i Lucilla, její příbuzný Marcus Ummius Quadratus a prefekt pretoriánů Tarrutenius Paternus. Veškerou moc posléze uchvátil nový prefekt pretoriánů Tigidius Perennis, který si získal Commodovu důvěru a fakticky vládl římské říši až do roku 185.

### Vláda oblíbenců

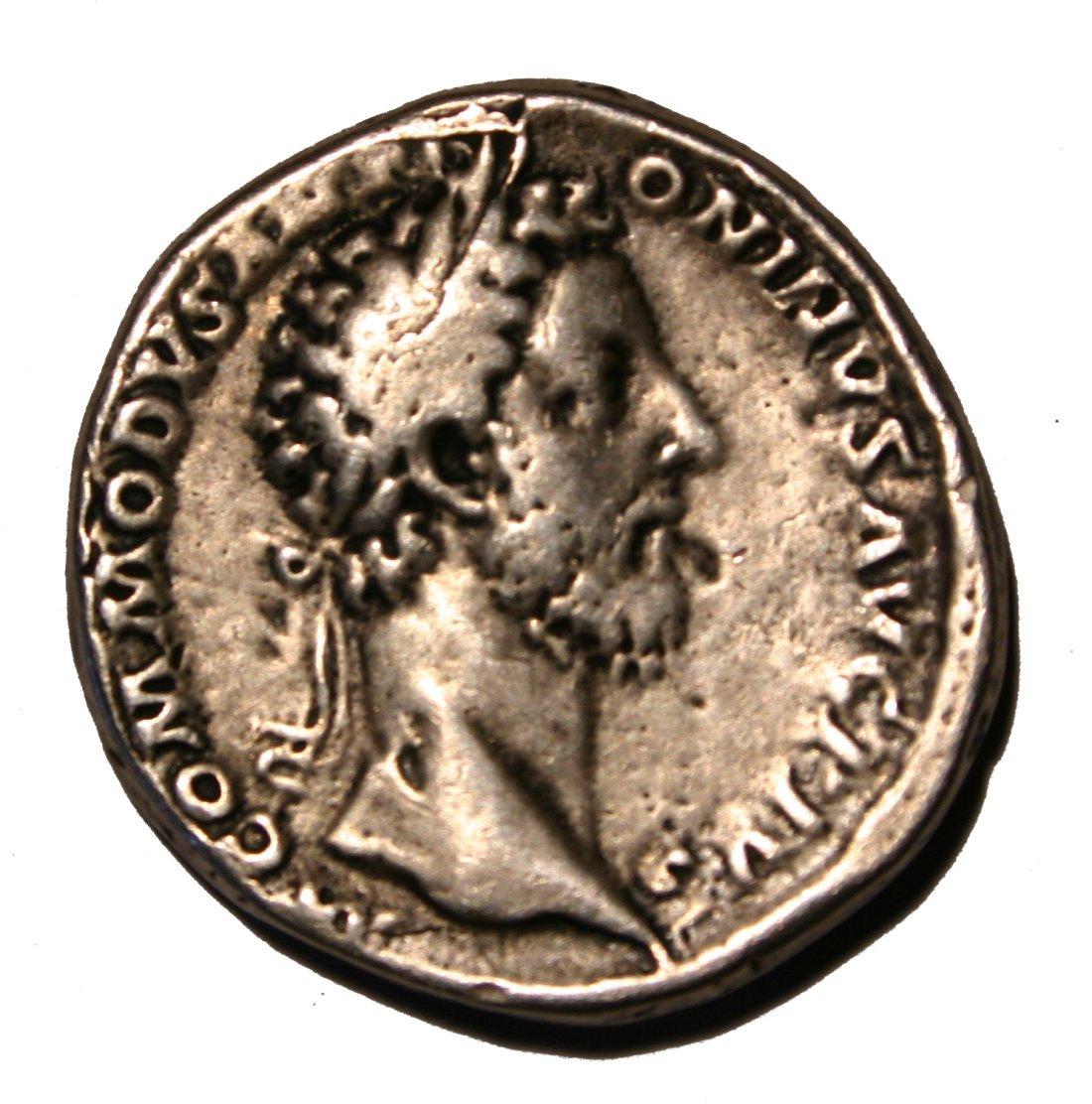
Commodova mince

V době, kdy stál v čele impéria Perennis, byly potlačeny nepokoje v Mauretánii, Dákii a nakonec i v Británii, kde Piktové narušili Hadriánův val. Císař se státním záležitostem příliš nevěnoval a stále více času trávil na svých statcích poblíž Říma, přičemž běžnou správu nechával na jiných. To se nezměnilo ani po Perennově pádu a popravě na jaře 185, neboť vládní agendu ihned převzal nový oblíbenec Marcus Aurelius Cleander, někdejší otrok z Frýgie, který se vyšvihl až na post císařského komorníka.
Za Cleandera bylo počátkem roku 187 potlačeno další spiknutí proti císaři, zorganizované jistým Maternem, a nepokoje v Africe rozdrtil tamní prokonsul Publius Helvius Pertinax. Commodův zájem se zcela otevřeně přesunul na pořádání různých slavností, gladiátorských zápasů a závodů v cirku, jež velmi zatěžovaly státní pokladnu. V centru moci se rozmohly intriky a korupce, na prodej byly nejen senátorské hodnosti a velitelská místa v armádě, ale dokonce i konzuláty pro daný rok. Koncem roku 189 vyvolaly potíže se zásobováním v hlavním městě lidové bouře a následné zavraždění Cleandera s řadou jeho přívrženců. Commodus byl nucen zřídit zásobovací flotilu, aby zabránil podobným krizím.

### Poslední léta na trůně
Po Cleanderově smrti už žádný jednotlivec nenabyl tak silného vlivu na císaře a praktickou politiku svorně vykonávali komorník Eclectus, prefekt pretoriánů Quintus Aemilius Laetus a milenka Marcia. Commodus stále více propadal náboženskému mysticismu, ztělesňovanému kulty Matky bohyně, Mithry a Serápida, k čemuž přistupovala i stylizace do role nového Herkula. Jeho hlavní zábavou se staly zápasy gladiátorů a boje s divokou zvěří v amfiteátru, v nichž navzdory svému postavení někdy i osobně vystupoval.
Úpadek režimu, v devadesátých letech již nepřehlédnutelný, dovršily vážné finanční obtíže, vyvolané rozhazovačnou politikou předchozích let. V senátu dosáhla opozice takové intenzity, že se dokonce objevily mince zesměšňující samotného císaře. Bylo jen otázkou času, kdy dojde k novému pokusu o státní převrat, neboť císař nejevil snahu změnit svůj přístup k vladařským povinnostem. Konečný úder Commodovi zasadili lidé z jeho nejbližšího okolí – Laetus, Eclectus a Marcia.

## Commodova smrt
Dne 31. prosince 192 podala Marcia Commodovi jed, a když po jeho požití císař nezemřel, uškrtil ho na návod Marcie a jejích spoluspiklenců přivolaný atlet Narcissus. Podle kronikáře Herodiana byly bezprostřední příčinou vraždy Commodovy plány zahubit své blízké – ti ho totiž zrazovali od nápadu zahájit slavnosti nového roku z gladiátorských kasáren. Cassius Dio k tomu dodává, že Commodus měl v úmyslu zabít i oba nastupující konzuly, Sosia Falcona a Erucia Clara, a doplnit svou titulaturu o přídomek „syn Diův, vítězný Herkules“. Za nového císaře vybrali spiklenci bývalého konzula Helvia Pertinaka, jednoho z mála přátel Marka Aurelia, který byl dosud naživu. Commodova památka byla oficiálně zatracena (damnatio memoriae), za vlády Septimia Severa ho však rehabilitovali a prohlásili za boha.